# اگبریگ
اگبریگ (به انگلیسی: Agbrigg) یک روستا در بریتانیا است که در یورک‌شر و هامبر واقع شده‌است.